# Acanthoplistus birmanus
Acanthoplistus birmanus är en insektsart som beskrevs av Henri Saussure 1877. Acanthoplistus birmanus ingår i släktet Acanthoplistus och familjen syrsor. Inga underarter finns listade i Catalogue of Life.